# Peter Hänggi (Physiker)
Peter Hänggi (* 29. November 1950 in Bärschwil, Kanton Solothurn) ist ein Schweizer theoretischer Physiker. Seit 2024 besitzt er zusätzlich auch die Deutsche Staatsbürgerschaft. Er ist Professor an der Universität Augsburg.

## Leben und Wirken
Hänggi studierte Physik an der Universität Basel mit dem Diplom 1974 und der Promotion 1977. Als Post-Doktorand war er an der University of Illinois at Urbana-Champaign, an der Universität Stuttgart (Gastprofessur 1978/79) und an der University of California, San Diego. 1980 wurde er Assistant Professor und 1983 Associate Professor am Polytechnic Institute of New York University. Seit 1986 ist er Professor in Augsburg.
Er befasst sich mit Statistischer Mechanik und Thermodynamik mit Anwendungen zum Beispiel auf klassische und quanten-Ratschen bzw. Brownschen Motoren (modernen Versionen des Maxwellschen Dämons) und Stochastische Resonanz zur Verstärkung schwacher Signale/Information. Weiter befasste er sich unter anderem mit nichtlinearer Dynamik, granularer Materie, Pfadintegralen und Quanten-Tunneln, Coherent Destruction of Tunneling (CDT), Transporttheorie, relativistischer Thermodynamik und Brownscher Bewegung, Quantenthermodynamik und Fluktuationstheoremen (unter Berücksichtigung quantenmechanischer Messprozesse), Mikrofluidik, stochastischen Prozessen, Biophysik und molekularer Elektronik.
Er war unter anderem Gastprofessor am Weizmann-Institut und an der Autonomen Universität Madrid und 1998 Fellow der Japan Society for the Promotion of Science in Kyoto. 2001 wurde er auswärtiges Mitglied des Max-Planck-Instituts für Physik komplexer Systeme (MPI-PKS) in Dresden. 2003 wurde er Mitglied der Leopoldina, 2005 der American Association for the Advancement of Science, 2007 Mitglied der Academia Europaea, 2014 Mitglied der European Academy of Sciences (EURASC), 2015 gewählt als ausländisches Honorarmitglied in die Academia Română, und seit Januar 2024 gewähltes Mitglied in der Industry Academy, Sektion International Artificial Intelligence Industry Alliance (AIIA).
1988 wurde Hänggi Fellow der American Physical Society und 1999 Fellow des Institute of Physics. Er ist zehnfacher Ehrendoktor (Universität Camerino, Schlesische Universität Katowice, Universität Barcelona, Tatarische Staatliche Geisteswissenschaftlich-Pädagogische Universität, Kazan, Nationale Akademie der Wissenschaften der Ukraine, Kiew, Beijing Normal University, Humboldt-Universität Berlin, Universität Sevilla, Bogoljubow Institut für Theoretische Physik der Nationalen Akademie der Wissenschaften, Kiew, Lobatschewski-Universität Nischni Nowgorod) sowie auch Ehrenprofessor an der Huaqiao Universität, Xiamen (2018). 2006 wurde er mit dem Physiklehrstuhl ehrenhalber „Elena Aizen de Moshinsky“ der Nationalen Autonomen Universität in Mexiko ausgezeichnet sowie im selben Jahr mit der Ehren-Medaille (siehe CV) von der Jagiellonen-Universität in Krakau (2006), 2010 erhielt er von der Universität Aarhus den Jens Lindhard Lecture Prize, in 2011 die Lars Onsager Lecture und die Onsager-Medaille, 2014 den Distinguished Scientist Award and Medal der Ben-Gurion-Universität im Negev, 2018 die Blaise-Pascal-Medaille, 2019 den Marian-Smoluchowski-Emil-Warburg-Preis, 2023 den Lars-Onsager-Preis der Amerikanischen Physikalischen Gesellschaft (APS) sowie im Juli 2024 die Honorary Medal ''De scientia et humanitate optime meritis'' der Akademie der Wissenschaften der Tschechischen Republik.

## Schriften
- mit R. Bartussek Brownsche Motoren: Wie aus Brownscher Bewegung makroskopischer Transport wird, Physikalische Blätter 51/6, 506–507 (1995), Online
- mit T. Dittrich Tunneln mit Antrieb, Physikalische Blätter, Band 51, 1995, Nr. 10, Online
- mit Peter Jung Stochastische Resonanz: Ein neues Verfahren, schwache verrauschte Signale zu verstärken, Physikalische Blätter, 47, 1991, Nr. 11, Online
- mit Peter Jung Amplification of Small Signals via Stochastic Resonance, Phys. Rev. A 44, 1991, 8032–8042
- mit F. Grossmann, T. Dittrich, P. Jung Coherent Destruction of Tunneling, Phys. Rev. Lett. 67, 1991, 516–519
- mit P. Reimann, R. Grifoni Quantum Ratchets, Phys. Rev. Lett., 79, 1997, 10–13
- mit Peter Talkner, M. Borkovec Reaction Rate Theory: Fifty Years After Kramers, Rev. Mod. Phys. 62, 1990, 251–342
- mit Luca Gammaitoni, Peter Jung, Fabio Marchesoni Stochastic Resonance, Rev. Mod. Phys., 70, 1998, 223–288
- mit Milena Grifoni Driven Quantum Tunneling, Physics Reports 304, 1998, 229–354
- mit Fabio Marchesoni, Artificial Brownian motors: Controlling transport on the nanoscale, Rev. Mod. Phys. 81, 2009, 387–442
- mit Michele Campisi, Peter Talkner Colloquium: Quantum fluctuation relations: Foundations and applications, Rev. Mod. Phys. 83, 2011, 771–791
- mit N. Li, J. Ren, L. Wang, G. Zhang, B. W. Li, Colloquium: Phononics: Manipulating heat flow with electronic analogs and beyond, Rev. Mod. Phys. 84, 2012, 1045–1066
- mit Peter Talkner, Colloquium: Statistical mechanics and thermodynamics at strong coupling: Quantum and classical, Rev. Mod. Phys. 92, 2020, 041002-1 -- 041002-26